# Gauge (logiciel)
 (novembre 2018).
Si vous disposez d'ouvrages ou d'articles de référence ou si vous connaissez des sites web de qualité traitant du thème abordé ici, merci de compléter l'article en donnant les références utiles à sa vérifiabilité et en les liant à la section « Notes et références ».
Pour les articles homonymes, voir Gauge.
Gauge est un logiciel léger et portable pour l'automatisation des tests. Il utilise Markdown pour décrire les cas et les scénarios. Son architecture modulaire le rend souple et évolutif.

## Markdown
Dans Gauge les spécifications sont écrites dans ce langage. Par exemple :
```
Trouver des films joués près de chez moi ===========================
Le système à tester dans cet exemple est une application web pour trouver et réserver des billets de cinéma

Recherche de film -----------------

*
 Specify location as "Bangalore"

*
 Search for movie "Star Wars"

*
 Verify that "INOX" is playing "Star Wars" at "7:30 pm"

Réservation des billets -----------------

*
 Sign up with email address

*
 Complete the verification

*
 Select location as "Bangalore", the movie "Star Wars" and "3" seats

*
 Confirm and pay

*
 Verify the "e-ticket" has been sent to the registered email.

```

Les spécifications ci-dessus décrivent le système à tester. Les scénarios Recherche de film et Réservation des billets constituent un flux dans ces spécifications. Les étapes sont les éléments à exécuter.

## Le code de test
Les spécifications en Markdown sont une représentation abstraite du code à exécuter pour réaliser les étapes.
Par exemple, l'étape ci-dessus décrite en Markdown par Specify location as "Bangalore", après son codage en Java ressemblerait à :
```
// cette méthode peut être écrite dans n'importe quelle classe java qui est dans le classpath.

public
 
class
 
StepImplementation
 
{

   
@Step
(
"Specify location as <location>"
)

   
public
 
void
 
helloWorld
(
String
 
location
)
 
{

       
// implémentation de l'étape

   
}

}

```

Gauge supporte l'écriture du code de test dans les langages suivants :
- Java
- Ruby
- C#

La Communauté fournit des exécutables pour les langages suivants :
- Javascript
- Python
- Go

## L'exécution
Dans Gauge, les tests peuvent être exécutés à partir de la ligne de commande ou via un des IDEs pris en charge.
La commande par défaut gauge specs exécute les tests séquentiellement.
La commande gauge -p specs exécute les tests en parallèle.

## Les rapports
Gauge fournit des rapports de test exhaustifs décrivant une exécution avec tous les détails demandés.

## IDE associé
L'IDE associé à Gauge facilite l'écriture et la maintenance des tests.